# Église Saint-Germain de Trivy
L'église Saint-Germain de Trivy est une église située sur le territoire de la commune de Trivy, dans le département français de Saône-et-Loire et la région Bourgogne-Franche-Comté.

## Historique
L’église comporte deux parties bien distinctes : 
- un ancien bâtiment construit dans la première moitié du XIIe siècle à l’initiative des moines de Cluny, orienté est-ouest ;
- une construction de 1866 traversant perpendiculairement l’édifice roman qu’elle utilise comme une sorte de transept, désorienté.

## Architecture
L’église est composée d’une nef unique rectangulaire, suivie d’un transept saillant et d’une abside en hémicycle au sud. 
Le croisillon gauche du transept est formé par le chevet roman, orienté vers l'est, et par conséquent plus grand que le croisillon droit, ce qui constitue la vraie richesse de cet édifice.
Deux cloches se partagent le beffroi : la première date de 1899 et pèse 600 kg et la seconde remonte à 1817 et pèse 230 kg.

## Culte
Édifice consacré du diocèse d'Autun relevant de la paroisse Saints-Apôtres-en-Haut-Clunisois (siège à Trambly) – qui en est affectataire au titre de la loi de 1905 –, l'église de Trivy est un lieu de culte catholique.